# Emilia-Romagnas Grand Prix 2024
Emilia-Romagnas Grand Prix 2024 (officielt navn: Formula 1 MSC Cruises Gran Premio del Made in Italy e dell'Emilia-Romagna 2024) var et Formel 1-løb, som blev kørt den 19. maj 2024 på Autodromo Enzo e Dino Ferrari i Imola, Italien. Det var det syvende løb i Formel 1-sæsonen 2024.

## Kvalifikation
| Pos.               | Nr. | Kører            | Konstruktør                  | Del 1     | Del 2    | Del 3    | Grid |
| ------------------ | --- | ---------------- | ---------------------------- | --------- | -------- | -------- | ---- |
| 1                  | 1   | Max Verstappen   | Red Bull Racing-Honda RBPT   | 1.15,762  | 1.15,176 | 1.14,746 | 1    |
| 2                  | 81  | Oscar Piastri    | McLaren-Mercedes             | 1.15,940  | 1.15,407 | 1.14,820 | 51   |
| 3                  | 4   | Lando Norris     | McLaren-Mercedes             | 1.15,915  | 1.15,371 | 1.14,837 | 2    |
| 4                  | 16  | Charles Leclerc  | Ferrari                      | 1.15,823  | 1.15,328 | 1.14,970 | 3    |
| 5                  | 55  | Carlos Sainz Jr. | Ferrari                      | 1.16,015  | 1.15,512 | 1.15,233 | 4    |
| 6                  | 63  | George Russell   | Mercedes                     | 1.16,107  | 1.15,671 | 1.15,234 | 6    |
| 7                  | 22  | Yuki Tsunoda     | RB-Honda RBPT                | 1.15,894  | 1.15,358 | 1.15,465 | 7    |
| 8                  | 44  | Lewis Hamilton   | Mercedes                     | 1.16,604  | 1.15,677 | 1.15,504 | 8    |
| 9                  | 3   | Daniel Ricciardo | RB-Honda RBPT                | 1.16,060  | 1.15,691 | 1.15,674 | 9    |
| 10                 | 27  | Nico Hülkenberg  | Haas-Ferrari                 | 1.15,841  | 1.15,569 | 1.15,980 | 10   |
| 11                 | 11  | Sergio Pérez     | Red Bull Racing-Honda RBPT   | 1.16,404  | 1.15,706 | N/A      | 11   |
| 12                 | 31  | Esteban Ocon     | Alpine-Renault               | 1.16,361  | 1.15,906 | N/A      | 12   |
| 13                 | 18  | Lance Stroll     | Aston Martin Aramco-Mercedes | 1.16,458  | 1.15,992 | N/A      | 13   |
| 14                 | 23  | Alexander Albon  | Williams-Mercedes            | 1.16,524  | 1.16,200 | N/A      | 14   |
| 15                 | 10  | Pierre Gasly     | Alpine-Renault               | 1.16,015  | 1.16,381 | N/A      | 15   |
| 16                 | 77  | Valtteri Bottas  | Kick Sauber-Ferrari          | 1.16,626  | N/A      | N/A      | 16   |
| 17                 | 24  | Zhou Guanyu      | Kick Sauber-Ferrari          | 1.16,834  | N/A      | N/A      | 17   |
| 18                 | 20  | Kevin Magnussen  | Haas-Ferrari                 | 1.16,854  | N/A      | N/A      | 18   |
| 19                 | 14  | Fernando Alonso  | Aston Martin Aramco-Mercedes | 1.16,917  | N/A      | N/A      | PL2  |
| 107%-tid: 1.21,065 |     |                  |                              |           |          |          |      |
| –                  | 2   | Logan Sargeant   | Williams-Mercedes            | Ingen tid | N/A      | N/A      | 193  |
| Kilde:             |     |                  |                              |           |          |          |      |

Noter:
↑1 - Oscar Piastri blev givet en 3-plads straf for at køre i vejen for Kevin Magnussen under del 1.
↑2 - Fernando Alonso startede fra pit lane efter at have lavet ændringer på hans bil under parc fermé.
↑3 - Logan Sargeant lykkedes ikke at sætte en tid i kvalifikationen, men fik lov til at køre af stewardsene.

## Resultat
| Pos.                                                               | Nr. | Kører            | Konstruktør                  | Omgange | Tid/Udgået     | Startpos. | Point |
| ------------------------------------------------------------------ | --- | ---------------- | ---------------------------- | ------- | -------------- | --------- | ----- |
| 1                                                                  | 1   | Max Verstappen   | Red Bull Racing-Honda RBPT   | 63      | 1:25.25,252    | 1         | 25    |
| 2                                                                  | 4   | Lando Norris     | McLaren-Mercedes             | 63      | +0,725         | 2         | 18    |
| 3                                                                  | 16  | Charles Leclerc  | Ferrari                      | 63      | +7,916         | 3         | 15    |
| 4                                                                  | 81  | Oscar Piastri    | McLaren-Mercedes             | 63      | +14,132        | 5         | 12    |
| 5                                                                  | 55  | Carlos Sainz Jr. | Ferrari                      | 63      | +22,325        | 4         | 10    |
| 6                                                                  | 44  | Lewis Hamilton   | Mercedes                     | 63      | +35,104        | 8         | 8     |
| 7                                                                  | 63  | George Russell   | Mercedes                     | 63      | +47,154        | 6         | 71    |
| 8                                                                  | 11  | Sergio Pérez     | Red Bull Racing-Honda RBPT   | 63      | +54,776        | 11        | 4     |
| 9                                                                  | 18  | Lance Stroll     | Aston Martin Aramco-Mercedes | 63      | +1.19,556      | 13        | 2     |
| 10                                                                 | 22  | Yuki Tsunoda     | RB-Honda RBPT                | 62      | +1 omgang      | 7         | 1     |
| 11                                                                 | 27  | Nico Hülkenberg  | Haas-Ferrari                 | 62      | +1 omgang      | 10        |       |
| 12                                                                 | 20  | Kevin Magnussen  | Haas-Ferrari                 | 62      | +1 omgang      | 18        |       |
| 13                                                                 | 3   | Daniel Ricciardo | RB-Honda RBPT                | 62      | +1 omgang      | 9         |       |
| 14                                                                 | 31  | Esteban Ocon     | Alpine-Renault               | 62      | +1 omgang      | 12        |       |
| 15                                                                 | 24  | Zhou Guanyu      | Kick Sauber-Ferrari          | 62      | +1 omgang      | 17        |       |
| 16                                                                 | 10  | Pierre Gasly     | Alpine-Renault               | 62      | +1 omgang      | 15        |       |
| 17                                                                 | 2   | Logan Sargeant   | Williams-Mercedes            | 62      | +1 omgang      | 19        |       |
| 18                                                                 | 77  | Valtteri Bottas  | Kick Sauber-Ferrari          | 62      | +1 omgang      | 16        |       |
| 19                                                                 | 14  | Fernando Alonso  | Aston Martin Aramco-Mercedes | 62      | +1 omgang      | PL        |       |
| Ret                                                                | 23  | Alexander Albon  | Williams-Mercedes            | 51      | Tilbagetrukket | 14        |       |
| Hurtigste omgang: George Russell (Mercedes) - 1.18,589 (omgang 54) |     |                  |                              |         |                |           |       |
| Kilde:                                                             |     |                  |                              |         |                |           |       |

Noter:
↑1 - Inkluderer point for hurtigste omgang.

## Stilling i mesterskaberne efter løbet
| Pos. | Kører            | Point |
| ---- | ---------------- | ----- |
| 1    | Max Verstappen   | 161   |
| 2    | Charles Leclerc  | 113   |
| 3    | Sergio Pérez     | 107   |
| 4    | Lando Norris     | 101   |
| 5    | Carlos Sainz Jr. | 93    |

| Pos. | Konstruktør           | Point |
| ---- | --------------------- | ----- |
| 1    | Red Bull-Honda RBPT   | 268   |
| 2    | Ferrari               | 212   |
| 3    | McLaren-Mercedes      | 154   |
| 4    | Mercedes              | 79    |
| 5    | Aston Martin-Mercedes | 44    |